# Pere Fuset
Pere Fuset i Tortosa (Valencia, 16 de julio de 1982) es un político español, concejal y portavoz de Compromís en el ayuntamiento de su ciudad natal, Valencia, y creador del portal web Valencianisme.com.

## Biografía
Estudió Sociología en la Universidad de Valencia En noviembre de 2000 creó el portal web Valencianisme.com. Desde el web impulsó campañas como la que reclamó el regreso de la selección valenciana de fútbol o por el reconocimiento de la doble denominación "valenciano/catalán" para la lengua en el ámbito internacional, que actualmente solo reconoce la denominación "catalán". También impulsó el desaparecido Diari Parlem.

## Trayectoria política
Entre 2005 y 2008, fue secretario general del Bloc Jove, la rama juvenil del BLOC.
En las elecciones municipales de marzo de 2011, Pere Fuset fue el número 5 de la candidatura de Compromís per València, y en septiembre de 2011 fue elegido candidato al Senado por la Compromís-Q para las elecciones generales de 2011, en las que recibió 78.573 votos. Actualmente es el representante de Compromís en el Consejo Rector de la Junta Central Fallera.
En noviembre de 2014 anunció que se presentaría a las primarias abiertas de Compromís per València, en las cuales fue el candidato más votado. En las elecciones municipales de 2015 fue elegido regidor al Ayuntamiento de Valencia, siendo elegido regidor de cultura festiva y portavoz del grupo Compromís en el ayuntamiento de esta ciudad.